# 92300 Hagelin
92300 Hagelin este o planetă minoră (asteroid) din centura de asteroizi. A fost descoperită pe 1 martie 2000 la Catalina Station⁠(d) de Catalina Sky Survey. 
Obiectul prezintă o orbită caracterizată de o semiaxă mare de 2,1644788236385 UAi, o excentricitate de 0,15, o înclinație de 4,1 ° în raport cu ecliptica.